# Tuttiola bofilli
Tuttiola bofilli är en fjärilsart som beskrevs av De Sagarra 1924. Tuttiola bofilli ingår i släktet Tuttiola och familjen juvelvingar. Inga underarter finns listade i Catalogue of Life.